# Mistrzostwa Europy w Lekkoatletyce 2014 – chód na 50 km mężczyzn
Chód na 50 kilometrów mężczyzn – jedna z konkurencji biegowych rozegranych podczas lekkoatletycznych mistrzostw Europy w Zurychu.
Złotym medalistą w tej konkurencji został obrońca tytułu mistrzowskiego z 2010 roku Francuz Yohann Diniz. Najwyżej sklasyfikowany z trójki Polaków okazał się Rafał Augustyn, który doszedł na dziewiątej pozycji, natomiast Łukasz Nowak, podobnie jak srebrny medalista biegu z 2010 roku Grzegorz Sudoł nie ukończył konkurencji.

## Terminarz
| Data        | Godzina |       |
| ----------- | ------- | ----- |
| 15 sierpnia | 09:00   | Finał |

## Rekordy
Tabela prezentuje rekord świata, mistrzostw Europy, najlepsze osiągnięcie na Starym Kontynencie, a także najlepszy rezultat na świecie w sezonie 2014 przed rozpoczęciem mistrzostw.
|                          | Zawodnik            | Wynik   | Miejsce    | Data                 |
| ------------------------ | ------------------- | ------- | ---------- | -------------------- |
| Rekord świata            | Dienis Niżegorodow  | 3:34:14 | Czeboksary | 11 maja 2008(dts)    |
| Listy światowe           | Michaił Ryżow       | 3:39:05 | Taicang    | 3 maja 2014(dts)     |
| Rekord mistrzostw Europy | Robert Korzeniowski | 3:36:39 | Monachium  | 8 sierpnia 2002(dts) |
| Rekord Europy            | Dienis Niżegorodow  | 3:34:14 | Czeboksary | 11 maja 2008(dts)    |

### Listy europejskie
Tabela przedstawia 10 najlepszych wyników uzyskanych w sezonie 2014 przez europejskich lekkoatletów przed rozpoczęciem mistrzostw.
| Poz. | Zawodnik            | Wynik   | Data      | Miejsce    |
| ---- | ------------------- | ------- | --------- | ---------- |
| 1.   | Michaił Ryżow       | 3:39:05 | 3 maja    | Taicang    |
| 2.   | Iwan Noskow         | 3:39:38 | 3 maja    | Taicang    |
| 3.   | Aleksandr Jargunkin | 3:42:26 | 7 czerwca | Czeboksary |
| 4.   | Jurij Andronow      | 3:43:52 | 3 maja    | Taicang    |
| 5.   | Rafał Augustyn      | 3:45:32 | 22 marca  | Dudince    |
| 6.   | Roman Jewstifiejew  | 3:45:41 | 7 czerwca | Czeboksary |
| 7.   | Aleksiej Bartsajkin | 3:46:34 | 3 maja    | Taicang    |
| 8.   | Ołeksij Kazanin     | 3:47:01 | 3 maja    | Taicang    |
| 9.   | Iwan Banzeruk       | 3:49:00 | 3 maja    | Taicang    |
| 10.  | Serhij Budza        | 3:49:25 | 3 maja    | Taicang    |

## Rezultaty

### Finał
| Poz. | Zawodnik                 | Reprezentacja | Czas    | Uwagi |
| ---- | ------------------------ | ------------- | ------- | ----- |
| 01 ! | Yohann Diniz             | Francja       | 3:32:33 | WR    |
| 02 ! | Matej Tóth               | Słowacja      | 3:36:21 | NR    |
| 03 ! | Iwan Noskow              | Rosja         | 3:37:41 | PB    |
| 4.   | Michaił Ryżow            | Rosja         | 3:39:07 |       |
| 5.   | Iwan Banzeruk            | Ukraina       | 3:44:49 | PB    |
| 6.   | Ihor Hlavan              | Ukraina       | 3:45:08 |       |
| 7.   | Marco de Luca            | Włochy        | 3:45:25 | PB    |
| 8.   | Jesús Ángel García       | Hiszpania     | 3:45:41 | SB    |
| 9.   | Rafał Augustyn           | Polska        | 3:48:15 |       |
| 10.  | Ato Ibáñez               | Szwecja       | 3:48:42 | PB    |
| 11.  | Jarkko Kinnunen          | Finlandia     | 3:48:49 |       |
| 12.  | Ołeksij Kazanin          | Ukraina       | 3:49:00 |       |
| 13.  | Aleksandros Papamichail  | Grecja        | 3:49:58 |       |
| 14.  | Aleksandr Jargunkin      | Rosja         | 3:50:39 |       |
| 15.  | Carl Dohmann             | Niemcy        | 3:51:27 | PB    |
| 16.  | Brendan Boyce            | Irlandia      | 3:51:34 | PB    |
| 17.  | Tadas Šuškevičius        | Litwa         | 3:52:39 |       |
| 18.  | Veli-Matti Partanen      | Finlandia     | 3:52:58 | PB    |
| 19.  | Dušan Majdán             | Słowacja      | 3:53:26 | PB    |
| 20.  | Teodorico Caporaso       | Włochy        | 3:58:23 | SB    |
| 21.  | Francisco Arcilla        | Hiszpania     | 4:00:57 |       |
| 22.  | Jean-Jacques Nkouloukidi | Włochy        | 4:01:12 |       |
| 23.  | Marius Cocioran          | Rumunia       | 4:03:25 |       |
| 24.  | Martin Tistan            | Słowacja      | 4:06:11 | PB    |
| 25.  | Pedro Isidro             | Portugalia    | 4:07:44 |       |
| 26.  | Lukáš Gdula              | Czechy        | 4:08:51 |       |
|      | Robert Heffernan         | Irlandia      | DNF     |       |
|      | Łukasz Nowak             | Polska        | DNF     |       |
|      | Iwan Trotski             | Białoruś      | DNF     |       |
|      | Grzegorz Sudoł           | Polska        | DNF     |       |
|      | Ričardas Rekst           | Litwa         | DNF     |       |
|      | Andreas Gustafsson       | Szwecja       | DSQ     |       |
|      | Maciej Rosiewicz         | Gruzja        | DSQ     |       |
|      | Pavel Schrom             | Czechy        | DSQ     |       |
|      | Perseus Karlström        | Szwecja       | DNS     |       |